# Jan Sowa
Jan Sowa, né en 1976 à Cracovie, est un sociologue polonais, théoricien de la culture, engagé dans le combat altermondialiste.

## Biographie
Jan Sowa fait des études de lettres, de psychologie et de philosophie à l'université Jagellonne et à l'université Paris-VIII. Il obtient un doctorat en sociologie en 2006, suivi en 2012 d'une habilitation à diriger des recherches en études culturelles. 
Il travaille actuellement[Quand ?] au département d'anthropologie, de littérature et d'études culturelles de l'université Jagellonne de Cracovie.
Il publie des articles en Pologne et à l'étranger, par exemple dans Lampa (pl), Krytyka Polityczna, 2+3D, Philosophie Magazine, Praesens, Focus (pl) le magazine Ha!art (pl), auquel il est lié depuis 1999 (en 1999-2008 responsable de la rubrique études culturelles). Il préside le Conseil de la Fondation Korporacja Ha!Art. Il collabore avec la revue scientifique Praktyka Teoretyczna (pl).
Il a traduit des livres et articles dans le domaine des sciences politiques, de la philosophie et de la sociologie. Il a également travaillé comme journaliste pour la station régionale publique Radio Kraków de la Radio polonaise et comme commissaire d'exposition à la Galerie d'art contemporain de Cracovie Bunkier Sztuki. 
Les thèmes de prédilection de Jan Sowa sont axés sur les études et la modernité sociologiques et culturelles. En particulier, il s'intéresse aux questions liées à la modernisation de la civilisation de l'Occident, au développement du capitalisme et aux relations entre la culture européenne et d'autres cultures (notamment les questions de la colonisation, de la mondialisation, des migrations et des heurts entre l'Occident et le monde islamique).
En avril 2014, il expose dans un entretien avec la journaliste Valérie de Saint-Do publié par L'Humanité Dimanche son analyse des événements ukrainiens et des rapports de l'Ukraine avec ses principaux voisins la Pologne et la Russie.
Jan Sowa a été l'une des premières personnes hors des spécialistes en informatique à s'intéresser aux licences ouvertes en Pologne. Il a publié en 2003 dans Ha!art (pl) un article de Graham Lawton traduit par lui, un des premiers de la presse polonaise, sur Wikipedia, qui avait alors 20 000 entrées. Les livres de Jan Sowa, et ceux qui sont édités par la maison d'édition de Ha!art (pl) ont été publiés sous licence open source. En 2005, Jan Sowa était avec Łukasz Jachowicz, Jarosław Lipszyc (pl) et Sławomir Sierakowski l'initiateur d'une lettre ouverte contre les directives européennes sur les brevets. 
Il est le fils du sociologue Kazimierz Sowa (pl).